# 치링치링 시크릿 쥬쥬
《치링치링 시크릿 쥬쥬》는 대한민국의 영실업이 제작한 마법소녀 3D 애니메이션이다.
변신자동차 또봇으로 유명한 영실업과 우당탕탕 아이쿠를 제작한 마로 스튜디오(시즌1 한정)에서 2012년에 내놓은 한국 만화 영화인 시크릿 쥬쥬는 영실업에서 만드는 완구인 쥬쥬 인형을 토대로 만든 마법소녀물 3D 애니메이션으로, 현재도 계속 시즌제로 제작하고 있다. 블로그와 유튜브를 통해서도 현재 전편이 공개되어 있고, 시즌 2에서 제작사가 부야로 바뀌었다.

## 개발제작
《치링치링 시크릿 쥬쥬》는 2012년 10월에 발표되었으며, 프랑스 칸에서 열린 같은 해의 MIPJunior에서 라이선싱 시장을 대상으로 공개되었다.

## 방송 일시
| 방송 채널 | 방송 기간                         | 방송 시간 |
| --------- | --------------------------------- | --------- |
| KBS 2TV   | 2022년 11월 23일 ~ 2023년 2월 1일 | 종료      |
| KBS 2TV   | 2023년 4월 20일 ~ 7월 6일         | 종료      |
| MBC TV    | 2024년 5월 31일 ~ 8월 23일        | 종료      |
| MBC TV    | 2025년 4월 13일 ~ 6월 29일        | 종료      |

## 시크릿 쥬쥬 등장인물

### 시크릿 플라워 밴드
쥬쥬
색깔:      분홍색
호기심 많은 천방지축 미소녀로 시크릿 플라워 밴드를 이끌고 있다.
릴리
색깔:      노란색
로사
색깔:      보라색
아이린
색깔:      청록색
샤샤
색깔:      주황색

### 악역
카밀리아
이 작품의 첫 번째 흑막. 자주빛의 짧은 머리카락을 한 여학생이다. 평소에는 까칠하지만 항상 놀라는 모습을 보이거나 쥬쥬가 음식을 다 먹으면 얘 또 다 먹어치웠다고 투정부리는 등 귀여운 모습을 보인다. 쥬쥬가 음식을 다 먹고 가는 것을 잡으려다가 쥬쥬의 팬던트를 떨어뜨리고 분노한 쥬쥬의 쇼맨십만 보다가 그냥 가버린다.
바이올렛과 같이 마녀의 마법을 쓰며, 마법을 쓸 때 한쪽 눈이 변하지만 바이올렛이 릴리를 잡을 계획을 묻자 먹을 것을 미끼로 한 참새 덫을 만들어 놓거나 릴리가 무서워할만한 것이 뭐가 있냐는 바이올렛에 물음에 하늘에서 송충이 비를 내리게 하는 개그를 선보인다. 로사가 항상 차가운 성격을 유지하게끔 마법을 걸었으며, 쥬쥬가 마법을 본의 아니게 풀려고 하자 재빨리 막는 데 성공한다. 친구 같은 것은 필요없다는 마법을 걸어 쥬쥬를 쫓아내지만 바이올렛과 자신도 필요없다며 로사가 같이 쫓아내자, 흐느끼면서 로사가 자기들을 버렸다고 울먹인다. 바이올렛은 그게 맞으며 앞으로도 그래야 한다고 일깨워 주고, 쥬쥬를 위험한 바보로 치부한다. 바이올렛과 함께 쥬쥬를 방해하려 무대를 미끄럽게 하는 마법도 써보지만 이쪽도 잘 되지 않는 모양이다.
바이올렛
이 작품의 두 번째 흑막이자 빌런. 보라색 머리카락의 여학생으로, 카밀리아, 로사와 같이 공주클럽의 일원이다. 마녀의 마법을 쓰며 마법을 쓸 때는 한쪽 눈이 변한다. 로사의 옆에서 카밀리아와 같이 다니며 마음이 차가워지는 마법을 쓴다. 차갑하고 냉철하며, 카밀리아가 나사풀린 계획을 제안을 하거나 상황 파악을 못하고 있으면 마구 따지며 이끌어 간다. 머리가 프리파라의 시온과 비슷하다는 말이 있다.
블랙 퀸 (검은 마녀)
동화나라를 차지하려고 습격했지만 시크릿 다이어리에 의해 플레로마와 같이 봉인된 상태로 현재 쥬쥬가 전학을 온 인간 세상의 학교 분수대의 천사 조각상에 봉인되어 있지만 카밀리아와 바이올렛에게 자신의 힘을 주고 그녀들을 이용해 부정적인 감정을 증폭시켜 부활을 노리고 있으며, 쥬쥬를 방해하고 있다. 3기에서는 새로운 부하인 앵무새를 소개시켜 준다. 주문은 부블라디 부블라다.
포이즌
정체는 마녀로 10기까지 쥬쥬 일행을 가로막다가 결국 마녀세계로 쫓겨나게 된다. 주특기는 얼음 마법.
메두사
8기부터 첫등장했다. 강력한 마법실력을 가지고 있어 최후의 결전 때 쥬쥬 일행을 고전시킨다.
피터
8기부터 등장하는 쥬쥬네 반의 선생님. 사실은 포이즌이 심어놓은 스파이로, 쥬쥬 일행이 중요한 일을 할 때마다 방해한다. 10기에서 밝혀진 그의 정체는 쥬쥬와 같은 동화나라의 요정으로 동화나라에서 모종의 이유로 쫓겨나 요정의 힘을 잃어 마녀인 포이즌을 돕는다는 것이 밝혀졌다.
디아
11기부터 등장했다. 만월에 밤에 포이즌이 연 문을 통해 인간 세계로 왔다. 모티브는 악마.
블로
11기부터 등장했다. 디아와 같은 악마다.
벨라
11기 부터의 최종보스로 만월의 밤에 포이즌으로 인해 인간세계에 넘어온 마녀이자 인간 세계에서 마녀의 기억을 잃고 릴리의 어머니의 서점에서 일을 하게 되지만 디아, 블로와 함께 하고 있으며 그들에게 늘 까칠하게 대한다. “이런 멍청이들”이라고 디아, 블로에게 화를 낸다.

### 조역
루이 왕자
동화 왕국 플레로마의 시원시원하고 잘생긴 왕자. 잭 프로스트와 닮았다. 쥬쥬에게 청혼할 뻔하지만 시크릿 다이어리가 플레로마를 봉인해 갇히는 상태가 된다. 미션을 마친 쥬쥬에게 환영 상태로 찾아와 시크릿 플라워에 대해 설명해 준다. 쥬쥬의 막무가내식 결혼 요구에 경악하며 바로 사라진다. 8기부터는 등장하지 않는다.
룰루
귀여운 곰 인형이지만 쥬쥬는 항상 하고 싶은 대로 해서 상황이 좋지 않다. 귀찮은지 쥬쥬에 의해 상자에 갇히기도 하지만 자기 스스로 빠져나온다. 에피소드가 진행될수록 훈수가 아닌 잔소리를 두며, 왕자의 환영이 나올 때 정말 인형처럼 가만히 있는 모습을 보인다. 8기부터 입이 생겼다.
야옹이
릴리가 아껴준 고양이. 쥬쥬의 변신 장면을 목격했으며, 본의 아니게 카밀리아와 바이올렛에게 납치당해 릴리를 위험하게 만들고 릴리가 자신을 구하며 위기에 처하자, 쥬쥬를 겨우 설득시켜 릴리를 구하게 만들어서 리리를 구한다. 쥬쥬가 변신한 후 마법을 통해 차로 변신한다.
팡 할아버지
세상에서 가장 행복한 빵을 만드는 것과 고래와 함께 여행하는 것을 꿈꾸는 소년 같은 마음을 지닌 레인트리 베이커리의 파티쉐 할아버지. 릴리와 로사에게 행복하고 소중한 어린 추억을 갖게 해준 장본인 레인트리베이커리를 살리려는 아이들에게 영감을 던져 앙팡리리의 맛을 찾게 만든다.
테리
팡 할아버지의 손자이자 실력파 파티쉐. 루이 왕자처럼 시원시원하고 잘생긴 외모에 비해 시크한 성격으로, 자신감이 넘치는 만큼 책임감도 강하다. 팡 할아버지의 뜻에 따라 쥬쥬, 릴리, 로사, 아이린과 힘을 합쳐 행복한 빵, 앙팡리리의 맛을 구현해 레인 트리를 지키기 위해 고군분투한다. 쥬쥬, 릴리, 로사가 지치고 힘들 때마다 근사한 맛으로 기운을 북돋워 주고 조언을 한다. 평상시에는 유쾌하지만 제빵에 관해서는 한없이 진지해지는 열정파로, 결국 앙팡리리를 성공적으로 재현해 내 레인 트리 베이커리의 실질적인 운영자다. 제멋대로인 쥬쥬를 가장 잘 다루는 인물이기도 하다.
솜솜이
아이린의 하얗고 귀여운 아기토끼. 앙팡리리를 무척 좋아하며, 영리하다.
썬더라이더(거북이)
굉장히 느려 이름이 거북이로, 릴리가 부른다. 8기부터 엄청난 속도를 자랑하는 릴리의 개로 옥상 개집에 있다.
영아트 스쿨 담임교사 (피터 .신디)
바람의 요정 백설공주 뮤지컬 연습을 하면 연습 첫날 어록으로 하면서 연습 둘땨날 되자 공연의상 입고 바이올렛 . 쥬쥬가 엉터리 연기공원 급기야 욕을 하게 된다 여교사는 약간 화를내며 그만 하라고 다그치게 한다 레드 꽃잎을 모아라 편 공연장에서 어머 내옷 속상하게 된다 외로운 소녀 샬롯 편 샬롯은 새학기첫날에 지각을 하면 여교사는 샬롯에게 지각을 했나고 물었다 
피터 선생님 은 릴리에게 수업시간 에 방해을 하다가 혼이나자 (한달간 벌을 주면 분리수거 하라고 한다) 쥬쥬는 릴리가 혼나는이유 알려주고 릴리가 울자 다른친구들이 피해를 준다고 한다 

## 시크릿 쥬쥬: 별의 여신
치링치링 시크릿 쥬쥬의 후속작이다. 2019년 방영한 걸 시작으로 2022년 5월 종영되었다.
MBC에서 2021년 1월 4일부터 3월 29일까지 매주 월요일 낮 12시 20분에, 4월 27일부터 6월 1일까지 화요일 낮 12시 20분에 방영되었다.

### 쥬쥬 일행
쥬쥬
나이: 15
별자리: 왕관자리
특징: 솜사탕과 분홍색을 좋아한다. 자칭 미래의 스타 파티시에 쥬쥬. 공주병 기질이 있다.
가족: 엄마(셀레나), 아빠(루카스), 동생(미아)
꿈: 파티시에.
변신 아이템: 별자리 소환패드
변신 카드: 쥬쥬 드레스카드
능력카드: 크라운 쉬프트(염력), 크라운 뷰어(탐색), 크라운 로드(광선)
아이템: 크리스탈 펜던트, 크라운 로드 요술봉
마법능력: 염력, 탐색, 광선 공격
색깔:      분홍색
신디
나이: 15
별자리: 왕관자리의 알파별
특징: 쥬쥬와 어릴 적부터 둘도 없는 친구. 유학에서 돌아와 쥬쥬와 다시 만난다. 실력이 뛰어난 기타리스트다.
가족: 엄마, 아빠, 오빠(다니엘)
꿈: 세계적인 뮤지션
변신 아이템: 스타로드 요술봉
변신 카드: 신디 드레스카드
능력카드: 스타도어(마법의 문 생성), 스타 멜로디(마법의 음표 발사)
마법능력: 공간이동
색깔:      청록색
스텔라
나이: 15
별자리: 왕관자리의 베타별
특징: 다소 소심하고 겁이 많지만 다정하고 착하다.
가족:
꿈: 최고의 여배우
변신 아이템: 요술봉 양산
변신 카드: 스텔라 드레스카드
능력카드: 블로섬 샤인
마법능력: 날씨를 조절하는 능력
색깔:      보라색
타로
특징: 고양이가 되기 전에는 천상계의 사제이자 아스트리아의 수제자였다.
가족: 쥬쥬의 가족과 같이 살고 있다.
꿈: 11여신들을 찾아 다시 천상계 아리시엘로 돌아가는 것, 원래 모습대로 꽃미남 사제의 모습으로 돌아가는 것
변신 아이템: 타로 펜던트
아이템: 타로 펜던트, 카드 콜렉팅 앨범
마법능력: 별빛 가루를 흩날려 적을 유인
아직 진짜 모습을 보이지 않았지만 본래 꽃미남 사제인데다 쥬쥬와 자주 티격태격하지만 은근히 챙겨주는 모습을 보면 정황상 다니엘보다는 이쪽이 쥬쥬와 커플이 될 가능성이 높다.
5기 마지막화에서 천상계로 돌아갔지만 인간의 모습으로 쥬쥬의 반에 전학을 온 것으로 보인다. 타로라는 것이 확실히 밝혀지지 않았지만 인간 모습의 색배치가 여러모로 타로를 연상케 한다.

### 별의 여신들
쥬쥬 일행과 만나기 전까지는 평범한 인간이었지만 쥬쥬 일행과 만나고 사건을 겪으면서 자신들의 전생을 깨닫게 된다. 이때 평범한 인간의 모습에서 요정의 모습으로 몸이 작아지지만 천상계로 돌아가면 몸이 원래대로 돌아간다.
제니 & 제나
별자리: 쌍둥이자리
특징: 코디네이터. 둘이서 티격태격한다.
가족: 제니(언니), 제나(동생)
꿈: 세계적인 디자이너, 코디네이터
여신징표: 머리끈
능력카드: 트윈 쉴드
아이템: 머리끈
마법능력: 트윈 쉴드(방어막)
스피카
별자리: 처녀자리
특징: 동물과 자연을 사랑하며, 불의를 보면 참지 못한다.
현재: 뷰티 관련 1인 방송채널을 운영하며 커리어를 쌓고 있다.
꿈: 세계적인 뷰티 크리에이터
여신징표: 뷰티스틱
능력카드: 윈드 블로우
아이템: 쥬얼 메이크업 박스
마법능력: 윈드 블로우(꽃잎 회오리)
유니
별자리: 유니콘자리
특징: 푸드트럭에서 젤리팝을 팔고 있으며, 어렸을 때부터 젤리팝을 아주 잘 만들었다.
현재: 유니의 푸드트럭을 운영하고 있다.
여신징표: 팔찌
능력카드: 젤리팝
아이템: 푸드트럭
마법능력: 젤리팝(포박)
수아
별자리: 돌고래자리
특징: 동물을 사랑한다.
현재: 선샤인빌에서 동물병원을 운영하고 있다.
여신징표: 반지
능력카드: 돌핀 큐어
아이템:
마법능력: 돌핀 큐어(치유)
신시아
나이: ???
별자리: 물고기자리
현재: 헤어 디자이너이며, 미용실을 운영하고 있다.
여신징표: 헤어브러쉬
능력카드: 레인보우 라이트
아이템: 헤어브러쉬
마법능력: 레인보우 라이트(화려한 줄 소환)
타라
별자리: 사수자리
현재: 선샤인빌에서 경찰로 일하고 있다.
여신징표:
능력카드: 플라이 하이
아이템: 활과 보드
마법능력: 플라이 하이(쏘아올린 화살이 보드로 변한다.)
헬렌
나이: 15
별자리: 백조자리
현재: 선샤인빌에 있는 발레학원을 다니고 있다.
꿈: 세계 최고의 발레리나
여신징표: 발레복에 달린 브로치(추정)
능력카드: 스완 댄스
아이템: 발레 슈즈
마법능력: 스완 댄스(백조 날개로 강력한 바람 일으키기)
폴라리스
별자리: 작은곰자리
특징:
현재: 선샤인빌에서 파티플래너로 일하고 있다.
능력카드: 버블 팡
아이템: 비눗방울 요술봉
마법능력: 버블 팡(비눗방울로 무언가를 가둔다.)
다이나
별자리: 물병자리
현재: 선샤인빌에서 플로리스트로 일하고 있다.
꿈: 모든 꽃을 아름답게 키우기
능력카드: 블루 플라워
아이템: 물뿌리개
마법능력: 블루 플라워(천상의 파란 꽃 생성, 사악한 자한테 재채기와 가려움증을 유발한다.)
로로
별자리: 시계자리
현재: 여행을 하면서 멋진 곳을 알리는 여행작가로 일하고 있다.
여신징표: 캐리어
능력카드: 매직 캐리어
아이템: 캐리어
마법능력: 매직 캐리어(캐리어 안에서 원하는 것을 나오게 한다.)
마리
별자리: 천칭자리
현재: 향기 스튜디오를 열어 향수를 팔고 있다.
꿈:최고의 조향사
여신징표: 향수
능력카드: 퍼퓸 린스
아이템: 향수
마법능력: 퍼퓸 린스(향수에서 나오는 것들로 적을 공격한다.)
12번째 여신
이름: 쥬쥬
나이: 15
별자리: 왕관자리
특징: 모든 성물이 모이자 아스트리아가 특별히 12번째 여신으로 직접 임명했다. 여신 수련생에서 여신이 되었으니 성공한 셈이다.
능력카드: 크라운 쉬프트(염력), 크라운 뷰어(탐색), 크라운 로드(광선)
아이템: 크리스탈 펜던트, 크라운 로드 요술봉
마법능력: 염력, 탐색, 광선 공격

### 악역
데비
원래는 아리시엘의 아스트리아 여신의 제자였지만 대마왕의 제자로 변심했다.
타로와는 앙숙이다. 아스트리아가 대마왕을 피해 인간 세계로 보낸 11여신을 찾는 과정에서 쥬쥬와 사사건건 충돌한다.
욱하기 잘 하는 성격이며, 표독스럽지만 의외로 예쁘게 꾸미는 것을 좋아한다. 하지만 예쁜 것을 보는 기준이 조금 달라서 칙칙하다는 말을 종종 듣는다.
전기 마법을 쓰며, 추후 대마왕에게 더 큰 능력을 나눠받아 쥬쥬 일행을 괴롭힌다.
3기 6화에서 스카와 같이 마법카드 안에 영구봉인된다.
스카
데비의 명령에는 충성을 다하지만 뇌가 단순한 편이라 치밀하지 못하고 늘 실수가 많다.
절친이자 동료인 크로와는 늘 티격태격하지만 서로 의지하는 사이다.
식탐이 엄청나고 후각이 발달해 타로의 별빛가루 냄새를 잘 맡는다.
크로
스카보다는 똑똑하지만 그래도 모자르다. 눈치가 빨라 데비의 비위를 잘 맞추지만 데비의 성에 차지는 않는다.
스카보다 한 수 위라 때로는 스카를 이용하거나 약올리기도 하는데, 이 때문에 둘은 항상 티격태격한다.
몸집이 작지만 힘이 좋아 발을 이용해 낚아채거나 들어올리는 데 능하다.
니키와 피키
데비가 봉인된 후 새롭게 나타난 쌍둥이 마녀. 양갈래 머리가 니키, 은발이 피키며, 니키가 언니, 피키가 동생이다.
작중 과거가 일부 드러났는데, 천상계에서 사고를 치다 갇혀있던 것을 대마왕이 풀어줬다고 한다. 그래서 일단은 대마왕의 부하가 되기로 했지만 속으로는 통수칠 생각만 하고 있다. 이후 고르고네의 능력이 쥬쥬의 마법 거울에 반사되어 돌이 되어버린다.
마법능력: 다크 파이어(니키)불공격, 다크 포그(피키)안개
다크 플레임(니키)강력한 불공격, 다크 아이스(피키)얼음공격
베토
대마왕의 부하. 데비와 스카가 봉인될 때 도망쳐 온 크로가 대마왕의 힘에 의해 박쥐가 되었고, 이름도 베토가 되었다. 박쥐가 되어서도 다리의 힘은 여전히 강하다.
니키, 피키와 함께 고르고네의 능력에 의해 돌이 되어버렸는데, 니키, 피키와 다르게 고르고네의 능력에 반사되지 않고 직접 고르고네의 이름을 불러 돌로 변했다.
고르고네
대마왕이 직접 보낸 마녀. 자신의 이름을 부르면 눈이 떠지도록 대마왕이 마법을 걸어놓았다. 자신과 눈이 마주치면 돌로 만드는 능력과 돌을 들어서 멀리까지 보낼 수 있는 능력을 가지고 있다.
등장한 지 한 화 만에 자신이 사용한 능력이 쥬쥬의 마법 거울에 반사되어 자신도 돌이 되어버린다. 물론 맨 마지막에 대마왕의 능력으로 다시 살아난다.
대마왕
이 애니메이션의 최종 보스. 그 동안 그의 부하였던 것이 데비, 니키, 피키다.
아스트리아를 싫어하는 듯한데, 그 이유는 항상 작중에서 매번 아스트리아에 대해 말하면 화나는 것이 한두 번이 아니기 때문이라는 것을 알 수 있다. 또한, 봉인되어 있었다는 것을 알 수 있는 듯 과거에 아스트리아와 싸우다가 패배했고, 그때 쥬쥬의 실수로 다시 부활한 것을 보면 아스트리아에게 복수하기 위해 선샤인빌을 공격한 이유가 된다.

### 조역
셀레나
각종 제과제빵 대회에서 대상을 휩쓴 바가 있는 베테랑 파티시에. 쥬쥬에게 시의적절한 조언을 하며 항상 좋은 영향을 준다. 루카스와 결혼한 이후 그와 함께 베이커리 카페를 운영하고 있다.
친구 같은 엄마지만 쥬쥬에게 빵과 케이크 만드는 법을 가르칠 때는 엄격하지만 별과 관련된 신비로운 사연을 가지고 있는데, 그 속에 엄청난 극적 반전이 숨어있다.
루카스
'커피는 과학이다'라는 신조를 가진 바리스타. 자신의 직업에 사명감을 갖고 성실하게 사는 40대 아빠의 전형적인 모습이다. 항상 엄마에게 져주는 모습을 보이고 가족을 위해서라면 물불 가리지 않는다.
미아
쥬쥬를 동경하는 8세 소녀. 동물을 좋아해서 타로를 집으로 데려온다.
호기심이 생기면 당장 해결해야 하는 성격이다. 쥬쥬에게 철없는 어린 동생으로 여겨지지만 때로는 쥬쥬보다 더 어른스럽다. 그래서 가끔 쥬쥬가 인생상담을 하고 미아의 엉뚱한 대답 속에서 길을 찾기도 한다.
다니엘
신디의 오빠. 쥬쥬가 그를 짝사랑하지만 정작 다니엘은 스텔라에게 호감 있는 모습을 보인다. 타로가 그를 싫어한다.

## 시크릿 쥬쥬 베스트 프렌즈
영실업과 피어스 비쥬얼 웍스에서 치링치링 시크릿 쥬쥬, 시크릿 쥬쥬 별의 여신을 이어 만든 세 번째 시크릿 쥬쥬 시리즈물.

### 쥬쥬 일행
쥬쥬
색깔:      분홍색
본작의 주인공. 차브르 스쿨로 새로 전학 온 디자인과 학생이다. 전작들처럼 발랄한 성격을 지녔으며 하고 싶은 것, 되고 싶은 게 많아 탈인 소녀. 연노란색 머리카락과 분홍색 브릿지로 오른쪽 윗부분에 머리를 묶고있다. 분홍색 상의와 미니스커트로 항상 옷을 입고있다. 주로 작업활동할 때는 분홍색 작업복을 입고 포니테일로 주로 머리를 묶고있다. 2기에서는 자신만의 드레스를 만든다.
마고
색깔:      노란색
요리과 학생이다. 차브로 스쿨 밖에서 푸드트럭을 주로 하고있다. 뛰어난 후각, 미각을 지닌 요리천재. 진한 빨간색 머리카락과 머리를 양갈래로 땋은 머리의 여학생이다. 베키가 실수로 찬 축구공 때문에 푸드트럭 간판이 망가져서 우연히 쥬쥬와 베키를 처음 만난다. 떠돌이 강아지였던 푸딩을 우연히 만나고 강아지 푸딩을 무척 좋아하면서 키워주기도 한다. 빨간색 머리나, 본인의 얼굴을 딴 푸드트럭 간판 디자인은 미국의 패스트푸드 브랜드 웬디스 캐릭터를 모티브로 한 듯 하다.
베키
색깔:      보라색
체육과 소속 풋살부 학생이다. 탁월한 운동신경, 화려한 스타일의 소유자이자 화끈한 성격. 진분홍색 머리카락을 양갈래로 둥글게 묶었다.
리나
색깔:      파란색
컴퓨터부 학생이다. 공부를 매우 잘하고, 지성, 예술성을 모두 겸비한 천재 소녀로 특히 프로그래밍에 뛰어나다. 가장 좋아하는 것은 피아노 연주와 노래 부르는 걸 좋아한다. 안경을 쓴 단발머리와 손목시계를 차고 있는 소녀. 1화에서 밤마다 노래연습하다가 쥬쥬 3인방과 친구가 되었다. 3화에서는 가수가 되고 싶었는데 친구들의 도움으로 아바타 스타 '나리'로 데뷔하게 된다. 부모님의 반대로 가수활동을 접으려고 했으나 부모님이 허락하셔서 가수의 꿈들도 이루려고 하고 있다.
케이
패션 디자이너 지망생이고 남학생이다. 키가 크고 검은 색 옷을 입고있으며 보라색 머리카락의 소년이다. 쥬쥬와 친구들과는 유일하게 청일점으로 매우 친하다. 가족관계는 경찰관인 형과 함께 지내고 있다. 애니에서는 연한 보라색 머리로 나오지만 초안에서는 금발이었다.
타로
2기의 신 캐릭터. 차브르 스쿨에서 가장 이상한 남학생으로 악명이 높다.
나타샤
퀸즈 클럽의 우두머리. 검은 머리카락을 지닌 소녀이다. 쥬쥬와는 라이벌 관계이다.
에이든
차브르 스쿨의 인기 1위 차브르 풋살부 부장. 베키의 짝사랑을 받고 있지만, 풋살에 푹 빠져 여자에 관심이 없다.
퀸즈 클럽
로나
차브르 스쿨 수석 졸업생이자 써니플라워 시티의 피겨 스타. 베키가 존경하는 선배이기도 하다.

## 시크릿 쥬쥬: 별의 보석
핑크비쥬
성우: 김새해
색깔:      분홍색
옐로우비쥬&블루비쥬
성우: 이지현과 홍소영
색깔:      노란색,      파란색
퍼플비쥬
성우: 이명호
색깔:      보라색
레드비쥬
색깔:      빨간색
크림비쥬
색깔:      노란색

## 목소리 출연

### 치링치링 시크릿 쥬쥬, 시크릿 쥬쥬: 별의 여신/보석
- 박선영: 쥬쥬, 마녀
- 정혜원: 릴리, 카밀리아, 타로, 포이즌
- 홍소영: 로사, 룰루, 블루비쥬
- 하성용: 루이 왕자
- 공경은: 다이어리, 바니안경, 메두사
- 배진홍: 바이올렛, 딸기, 아이린, 스카
- 엄상현: 테리, 피터, 루카스
- 김새해: 샤샤, 벨라, 핑크비쥬
- 이명호: 신디, 퍼플비쥬
- 장미: 데비, 스피카
- 정의택: 카이, 레드나이트
- 이지현: 스텔라, 옐로우비쥬

### 시크릿 쥬쥬 베스트 프렌즈
- 홍수정: 쥬쥬
- 이아름: 마고
- 박시윤: 베키
- 강시현: 리나
- 강성우: 케이
- 최승훈: 타로

## 방영 목록

### 시크릿 쥬쥬 베스트 프렌즈
(KBS 2TV 방영 기준)
| 회차       | 제목                       | 방송 일자        |
| ---------- | -------------------------- | ---------------- |
| 1화        | 모아니 숲 노래 귀신        | 2022년 11월 23일 |
| 2화        | 떠돌이 개 소동             | 2022년 11월 24일 |
| 3화        | 아바타 가수의 탄생         | 2022년 11월 30일 |
| 4화        | 풋살 스타의 비밀           | 2022년 12월 7일  |
| 5화        | 못 말리는 파티의 여왕      | 2022년 12월 14일 |
| 6화        | 망가진 드레스              | 2022년 12월 21일 |
| 7화        | 도둑맞은 노래              | 2022년 12월 28일 |
| 8화        | 눈물의 생일 파티           | 2023년 1월 4일   |
| 9화        | 꿈을 바꾸다                | 2023년 1월 11일  |
| 10화       | 10000점짜리 코             | 2023년 1월 18일  |
| 11화       | 아지트를 지켜내라 1        | 2023년 1월 25일  |
| 12화       | 아지트를 지켜내라 2        | 2023년 2월 1일   |
| 13화       | 축제를 부탁해              | 2023년 4월 20일  |
| 14화       | 이상하고 괴상한 타로       | 2023년 4월 27일  |
| 15화       | 화가 난 리나               | 2023년 5월 4일   |
| 16화       | 힘내, 쥬마베리             | 2023년 5월 11일  |
| 17화       | 드레스가 너무해            | 2023년 5월 18일  |
| 18화       | 다시 한 번 더              | 2023년 5월 25일  |
| 19화       | 타로, 넌 대체 누구야?      | 2023년 6월 1일   |
| 20화       | 내가 제일 소중해           | 2023년 6월 8일   |
| 21화       | 꽈당 쥬쥬의 탄생           | 2023년 6월 15일  |
| 22화       | 갇혀버린 쥬쥬와 타로       | 2023년 6월 22일  |
| 23화       | 사라진 푸딩                | 2023년 6월 29일  |
| 최종화(24) | 가면과 드레스, 그리고 왈츠 | 2023년 7월 6일   |

### 시크릿 쥬쥬 별의 보석
(MBC TV 방영 기준)
| 회차       | 제목                     | 방송 일자       |
| ---------- | ------------------------ | --------------- |
| 1화        | 사라진 쥬비쥬            | 2024년 5월 31일 |
| 2화        | 반가워 핑크비쥬          | 2024년 6월 7일  |
| 3화        | 쌍둥이 쥬비쥬와 거울     | 2024년 6월 14일 |
| 4화        | 마법드레스와 신비의 소녀 | 2024년 6월 21일 |
| 5화        | 새로운 요술봉            | 2024년 6월 28일 |
| 6화        | 쥬쥬의 플리마켓          | 2024년 7월 5일  |
| 7화        | 초대해줄게, 로사         | 2024년 7월 12일 |
| 8화        | 루시가 4명이라고?        | 2024년 7월 26일 |
| 9화        | 카페를 부탁해            | 2024년 8월 2일  |
| 10화       | 친구가 되어주지 않을래?  | 2024년 8월 9일  |
| 11화       | 동화나라로 향해가는 문   | 2024년 8월 16일 |
| 최종화(12) | 레드나이트의 등장        | 2024년 8월 23일 |

### 시크릿 쥬쥬 별의 보석 2
(MBC TV 방영 기준)
| 회차       | 제목                 | 방송 일자       |
| ---------- | -------------------- | --------------- |
| 1화        | 여산 헬렌의 선물     | 2025년 4월 13일 |
| 2화        | 구해줄게, 타로       | 2025년 4월 20일 |
| 3화        | 카페가 이상해        | 2025년 4월 28일 |
| 4화        | 쥬비쥬 디저트 만들기 | 2025년 5월 7일  |
| 5화        | 미스틱 매지션의 등장 | 2025년 5월 11일 |
| 6화        | 유령이 나타났다!     | 2025년 5월 18일 |
| 7화        | 사라져버린 꽃        | 2025년 5월 25일 |
| 8화        | 선샤인빌의 댄싱퀸    | 2025년 6월 1일  |
| 9화        | 놀이공원에서의 하루  | 2025년 6월 8일  |
| 10화       | 도둑맞은 기타        | 2025년 6월 15일 |
| 11화       | 레드비쥬를 찾아서    | 2025년 6월 22일 |
| 최종화(12) | 대마녀와 레드비쥬    | 2025년 6월 29일 |

## 제작진

### 시크릿 쥬쥬 베스트 프렌즈
| 1부 - 책임 프로듀서: 김자현 (KBS판만) - 프로듀서: 이순주 (KBS판만) - 기획 (유료방송판) → 제작 (KBS판): (주)영실업 - 투자제작총괄 - 박용진, 전형민 - 책임 프로듀서 - 최성철 - 기획 프로듀서 - 정형철, 홍수진 - 시나리오 - 오정, 스튜디오아이 - 컨셉 디자인 (유료방송판) → 콘셉트 디자인 (KBS판) - 김현동, 박대상, 박민정, 김효정, 정수진, 이수아, 김현주, 서현윤, 최유진 - 그래픽 디자인 - 이지혜, 전영주 (유료방송판만) - 비주얼 디자인 - 김지은, 문혜원 (유료방송판만) - 국내배급/라이선싱 - 조은아, 한다희, 이지은, 김다영, 김진환, 전지혜 (유료방송판만) - 브랜드 마케팅 - 박기대, 이시은, 이예지, 김주리 (유료방송판만) - 해외배급 - 김요한, 박수진 (유료방송판만) - 제작 (유료방송판) → 애니메이션 제작 (KBS판): (주)피어스비쥬얼웍스 - 제작 총괄 - 조인호 - 총감독 (유료방송판) → 총감독/연출 (KBS판) - 조경호 - 라인 프로듀서 - 김선탁, 이시아 - 연출 - 조경호 (유료방송판만) - 스토리보드 - 박현수, 이미현, 이지연 - 아트디렉터 - 박세리 - 디자인 - 곽진아, 조연우, 방현정 - 제작감독 (유료방송판) → 제작감독/TD (KBS판) - 조성재 - 모델링/맵핑 - 김재훈, 김예승, 김동현, 김태영, 신철, 이호림, 김아영, 김준구, 정승원, 방민우, 김가원, 김혜연 - 리깅 - 전인성, 김철진, 이동경 - 테크니컬 디렉터 - 조성재 (유료방송판만) - 라이팅/렌더링/합성 - 김유식, 신유완, 이현지, 이수연, 김소중, 윤여진 (KBS판만, 시즌1), AL Qulam (KBS판만, 시즌1) - 애니메이션: PIERCE VISUAL WORKS VINA - 애니메이션 감독 - 황승현 - 라인 프로듀서 - NGUYEN THI PHI DUONG, NGUYEN THIEN THU (유료방송판만) - 애니메이터 - TRONG THI NGOC TRANG, NGUYEN THI HIEN, LY PHUONG THAO, HONGGBE, QUYNH ANH, LIEN TRIEU VY, LAM MY HAO, VENUS THU NGUYEN, NGUYEN THI NHU QUYNH, TRAN VAN ANH, PHAN THI BICH THUY, TRAN THI BICH NGOC, NGUYEN CONG DOAN, TA THIEN TINH, NGUYEN HANG MY HANH, LE SON TRIEU (유료방송판만) - 라이팅/렌더링/합성: AL Qulam - 슈퍼바이저 - 윤여진 (유료방송판만) - 라인 프로듀서 - Nada Nova Krisdianti, Salma Rana Maharani (유료방송판만) - 라이팅/렌더링/합성 - Ahmad Farid, Afran Syaefullah, Arif Muhammad Irnawan (유료방송판만) - 사운드 제작: 포시즌 - 효과 - 허필원, 김혜인 - 음악 - JAWAN (온더트랙스튜디오), 구자완, 이용윤, 문하영, 김은애 (유료방송판만) - 더빙 연출 - 조경호 (유료방송판만) - 녹음/믹싱 - 허필원, 전민지 (유료방송판만) - 홈페이지 제작: 김하늘, KBS미디어 (KBS판만) - 종합편집: 이수은 (KBS판만) - 자막디자인: 황은서 (KBS판만) - 조연출: 차한결 (KBS판만) - 연출: 이순주 (KBS판만) - 기획: Tooniverse (유료방송판) → KBS (KBS판) - 제작: 영실업, PIERCE VISUAL WORKS (유료방송판만) - 저작권: ©YOUNGTOYS, INC. ALL Rights Reserved. | 2부 - 책임 프로듀서: 김자현 (KBS판만) - 프로듀서: 이순주 (KBS판만) - 기획 (유료방송판) → 제작 (KBS판): (주)영실업 - 투자제작총괄 - 전형민, 박용진 - 책임 프로듀서 - 김세중 - 기획 프로듀서 - 정형철 - 시나리오 - 장혜린 - 제품 디자인 - 박대상, 박민정, 김효정, 정수진, 김현주 - 그래픽 디자인 - 이지혜, 전영주 (유료방송판만) - 비주얼 디자인 - 김지은, 문혜원 (유료방송판만) - 국내배급 - 조은아, 한다희, 이지은 (유료방송판만) - 해외배급 - 김요한, 박수진, 김다영, 김수정, 조우리, 문혜원 (유료방송판만) - 사업 - 김세중, 김호연, 이시은, 이예지 (유료방송판만) - 그래픽 디자인 - 이지혜, 전영주, 이주희, 임은영, 고은별, 임윤선, 바겅은, 권창성, 김지은 (유료방송판만) - 제작 (유료방송판) → 애니메이션 제작 (KBS판): (주)피어스비쥬얼웍스 - 제작총괄 - 조인호 - 총감독 - 조경호 - 제작 프로듀서 - 이시아, 최효진 - 스토리보드 - 박현수, 허재선, 양현모, ㈜원만 - 아트디렉터 - 박세리 - 디자인 - 곽진아, 조연우, 김다나 - 모델링/맵핑 - 조성재, 김재훈, 김예승, 김동현, 노어진, 김태영 - 리깅 - 전인성, 김철진, 이동경 (유료방송판만) - 테크니컬 디렉터 - 조성재 (유료방송판만) - 라이팅/렌더링/합성 - 김유식, 신유완, 송채현 - 애니메이션: PIERCE VISUAL WORKS VINA - 애니메이션 감독 - 황승현 - 라인 프로듀서 - NGUYEN THI PHI DUONG, NGUYEN THIEN THU (유료방송판만) - 애니메이터 - TRONG THI NGOC TRANG, NGUYEN THI HIEN, LY PHUONG THAO, HONGGBE, QUYNH ANH, LIEN TRIEU VY, LAM MY HAO, VENUS THU NGUYEN, NGUYEN THI NHU QUYNH, TRAN VAN ANH, PHAN THI BICH THUY, TRAN THI BICH NGOC, NGUYEN CONG DOAN, TA THIEN TINH, NGUYEN HANG MY HANH, LE SON TRIEU (유료방송판만) - 라이팅/렌더링/합성: AL Qulam - 슈퍼바이저 - 윤여진 (유료방송판만) - 라인 프로듀서 - Nada Nova Krisdianti, Salma Rana Maharani (유료방송판만) - 라이팅/렌더링/합성 - Ahmad Farid, Afran Syaefullah, Arif Muhammad Irnawan (유료방송판만) - 사운드 제작: 포시즌 - 효과 - 허필원, 김혜인 - 음악 - JAWAN (온더트랙스튜디오), 구자완, 이용윤, 문하영, 김은애 (유료방송판만) - 더빙 연출 - 조경호 (유료방송판만) - 녹음/믹싱 - 허필원, 전민지 (유료방송판만) - 홈페이지 제작: 김연재, KBS미디어 (KBS판만) - 종합편집: 장혜원, 이수은 (KBS판만) - 자막디자인: 황은서 (KBS판만) - 조연출: 차한결 (KBS판만) - 연출: 이순주 (KBS판만) - 기획: Tooniverse (유료방송판) → KBS (KBS판) - 제작: 영실업, PIERCE VISUAL WORKS - 저작권: ©YOUNGTOYS, INC. ALL Rights Reserved. |

## 전 제작진
- 기획: 김상희
- 코디네이터: 김선영
- 연출: 곽내영
- 애니 제작: 마로 스튜디오, 부야
- 감독, 프로듀서: 박일호
- 시나리오: 이재옥, 이영화, 정은경
- 라인 프로듀서: 김동규
- 녹음 연출: 김래경
- 주제곡 작사: 신새롬
- 주제곡 작곡: 염철규, 김치환
- 여는 곡 노래: 김혜진
- 닫는 곡 노래: 이정은

## 주제가

### 시크릿 쥬쥬 베스트 프렌즈
오프닝 음악 「Secret Friends」 (유료방송판) → 여는 곡 「시크릿 프렌즈 (Secret Friends)」 (KBS판)
작사/작곡: 천필재 / 가창: 이정은, 이다은,  이아름, 박시윤
엔딩 음악 「Best Friends」 (유료방송판) → 닫는 곡 「베스트 프렌즈 (Best Friends)」 (KBS판)
작사/작곡: 구모균 / 가창: 이형은
삽입곡1 「비밀의 숲」 (유료방송판만)
작사/작곡: 구모균 / 가창: 이다은
삽입곡2 「Make me over」 (유료방송판만)
작사/작곡: 천필재 / 가창: 이다은
삽입곡 제작 (유료방송판만, 시즌2)
작사/작곡: 천필재, 구모균 / 가창: 이다은, 이형은

## 뮤지컬
DS뮤지컬컴퍼니에서 제작하고 개봉한다. 아래에는 뮤지컬 공연 목록이다.

### 치링치링 시크릿 쥬쥬
- 레인보우 콘서트
- 레인보우 사피의 탄생
- 요정의 매직 콘서트
- 요정의 크리스마스 콘서트

### 시크릿쥬쥬 별의 여신
- 레인보우 사피의 탄생
- 별의 여신을 찾아라!
- 마지막 콘서트

### 시크릿쥬쥬 별의 보석
- 소원을 말해봐! ※ 기획사의 폐업으로 새로운 기획사를 찾지 못한 후 지방공연을 하지 못하고 조기폐막했다고 한다.

## 극장판
- 마법의 하모니: 시크릿 쥬쥬 최초의 극장판.

## 같이 보기
- 쥬쥬: 이름만 같을 뿐 이곳과 아무런 관련이 없는 포켓몬 캐릭터다.
- 콩순이